# Еманоїл Іонеску
Еманоїл Іонеску (рум. Emanoil Ionescu; 1893—1949) — румунський авіаційний командувач в роки Другої світової війни.

## Біографія
У 1938-1939 очолював військово-авіаційну школу «Aurel Vlaicu», що знаходиться в Бухаресті і названа в честь першого румунського авіатора.
У 1941-1944 командував 1-м румунським авіакорпусом на радянсько-німецькому фронті. 
23 серпня 1944 за наказом короля Міхая заарештував главу держави Йона Антонеску (теж кавалера Лицарського хреста).
З 18 вересня 1944 по 11 березня 1945 очолював Військово-повітряні сили Румунії. З 1 серпня 1945 став заступником секретаря Міністерства авіації Румунії. 9 серпня 1945 нагороджений радянським орденом Суворова.
Помер у Бухаресті від хвороби серця 13 липня 1949 року.

## Нагороди
- Орден Зірки Румунії (1919)
- Орден Корони Румунії (1930)
- Орден «Доблесний авіатор» (1930)
- Орден Почесного легіону (Франція) (1932)
- Залізний хрест 2-го і 1-го класу (Третій Рейх)
- Лицарський хрест Залізного хреста (Третій Рейх) (10 травня 1944)
- Орден Михая Хороброго 3-го класу (4 серпня 1945)
- Орден Суворова 1-го ступеня (СРСР) (9 серпня 1945)

## Вшанування
- Іменем генерала Іонеску названо авіаційну базу у повіті Клуж.